# Penta-West
Die Penta-West ist eine Erdgaspipeline im oberösterreichischen Innviertel. Sie verläuft von Oberkappel nach Überackern nahe Burghausen an der deutsch-österreichischen Grenze und schafft die Anbindung des bayerischen Erdgashochdrucknetzes an eine der internationalen Erdgasmagistralen, die West-Austria-Gasleitung. Zwischen Kramesau und Ronthal (Engelhartszell) kreuzt sie die Donau. Bauherr und Betreiber der Penta-West ist die Gas Connect Austria. Die Leitung hat eine Länge von 95 km, einen Nenndurchmesser der Stahlrohre von 700 mm und wird mit einem Nenndruck von 70 bar betrieben. Am 2. März 2000 wurde die Penta-West eingeweiht.  Seit 2011 besteht in Neustift bei Oberkappel eine Verdichterstation mit drei elektrisch betriebenen Zentrifugalkompressoren. Damit wurde auch der bidirektionale Betrieb der Leitung möglich. Die ursprüngliche Transportrichtung seit der Inbetriebnahme verlief von Österreich nach Deutschland.